# Хлебенское сельское поселение
Хлебенское сельское поселение — муниципальное образование в составе Новоусманского района Воронежской области.
Административный центр — село Хлебное.

## География
Хлебенское сельское поселение граничит с Рождественско-Хавским, Нижнекатуховским, Тимирязевским сельскими поселениями, а также с Панинским муниципальным районом. Границы протянулись на 40878 м.

## Административное деление
В состав поселения входят:
- село Хлебное
- поселок Битюг
- поселок Новосёлки

## Экономика
Жители заняты в основном в сельском хозяйстве. Еще часть населения работает в развлекательном комплексе «Культура».